# 盗まれた記憶の博物館
『盗まれた記憶の博物館』（ぬすまれたきおくのはくぶつかん、独: Das Museum der gestohlenen Erinnerungen）は、ドイツの作家ラルフ・イーザウが1997年に書いたファンタジー。日本語訳はあすなろ書房から出版されており、翻訳は酒寄進一。上下2巻構成になっている。

## あらすじ
ドイツ・ベルリンに住む双子の姉弟。彼らには父親の記憶だけがぽっかりと無かった。しかし父親と最近まで一緒に住んでいた形跡はあった。自分たちの父親の記憶は、一体どこに行ってしまったのだろうか。彼らの記憶探しの旅が始まった。

## 登場人物
- オリバー・ポロック
- ジェシカ・ポロック
- トーマス・ポロック
- ヤーノシュ・ハイドゥク
- ルベン・ルービンシュタイン
- エレウキデス
- クセハーノ
- ミリアム・マッカリン - アイルランド系の研究者。

## 登場する実在の建物・史跡
- ペルガモン博物館
- イシュタル門

## 作品一覧
- 『盗まれた記憶の博物館』（上）ISBN 978-4-7515-2126-7
- 『盗まれた記憶の博物館』（下）ISBN 978-4-7515-2127-4